# Diane Ingabire
Diane Ingabire, née le 17 juillet 2001, est une coureuse cycliste rwandaise.

## Carrière
Elle est médaillée d'argent en course en ligne junior aux Championnats d'Afrique de cyclisme sur route 2019 à Baher Dar. Aux Championnats d'Afrique de cyclisme sur route 2021 au Caire, elle est médaillée d'argent en contre-la-montre par équipes et en contre-la-montre par équipes mixtes, ainsi que médaillée de bronze en contre-la-montre espoirs.

## Palmarès
- 2019
  -  Médaillée d'argent du championnat d'Afrique sur route juniors
- 2021
  -  Médaillée d'argent du championnat d'Afrique sur route espoirs
  -  Médaillée d'argent du championnat d'Afrique du contre-la-montre par équipes
  -  Médaillée d'argent du championnat d'Afrique du contre-la-montre par équipes mixtes
  -  Médaillée de bronze du championnat d'Afrique du contre-la-montre espoirs
- 2022
  -  Championne du Rwanda sur route
  -  Championne du Rwanda du contre-la-montre
- 2023
  -  Championne d'Afrique sur route espoirs
  -  Championne du Rwanda sur route
  -  Championne du Rwanda du contre-la-montre
  - 3e étape du Tour du Burundi
  - Akagera Rhino Race
  -  Médaillée d'argent du championnat d'Afrique du contre-la-montre espoirs
  -  Médaillée d'argent du championnat d'Afrique du contre-la-montre par équipes mixtes
  -  Médaillée de bronze du championnat d'Afrique du contre-la-montre par équipes
- 2024
  -  Championne d'Afrique du contre-la-montre par équipes mixtes
  -  Médaillée de bronze du championnat d'Afrique sur route
  -  Médaillée de bronze du critérium aux Jeux africains
- 2025
  - 2e du championnat du Rwanda sur route
  - 2e du championnat du Rwanda du contre-la-montre

## Classements mondiaux
| Année                                 | 2021 | 2022 | 2023 | 2024 |
| ------------------------------------- | ---- | ---- | ---- | ---- |
| Classement UCI                        | 149e | 233e | 105e | 113e |
|                                       |      |      |      |      |
| Légende : nc = non classéSource : UCI |      |      |      |      |